# Paulo Arantes
Paulo Eduardo Arantes (São Paulo, 23 de outubro de 1942) é um filósofo e pensador marxista brasileiro e Professor Sênior do Departamento de Filosofia da Faculdade de Filosofia, Letras e Ciências Humanas da Universidade de São Paulo (FFLCH-USP). Atualmente é pesquisador do Centro de Estudos dos Direitos da Cidadania (CENEDIC), um centro interdepartamental de pesquisa vinculado à FFLCH USP.

## Biografia
Antes de estudar Filosofia, Paulo Arantes estudou Física  durante um ano. Em seguida, foi militante da JUC (Juventude Universitária Católica) por algum tempo, chegando a integrar a diretoria nacional em 1963. Posteriormente decidiu cursar Filosofia, graduando-se pela Universidade de São Paulo (1967). Obteve seu doutorado de  Troisième Cycle pela Universidade de Paris X - Nanterre em 1973, apresentando uma tese sobre Hegel, segundo o ponto de vista do jovem Marx.
Foi Coordenador de Programa de Pós-Graduação do Departamento de Filosofia da USP (1984-1988). Especialista em História da Filosofia, Filosofia Política, Moderna (particularmente a Filosofia alemã), Filosofia francesa contemporânea e Teoria Crítica, é professor aposentado do Departamento de Filosofia da FFLCH-USP.
Foi editor da revista Discurso, órgão oficial do Departamento de Filosofia da USP (1976-1991). Dirige a coleção Zero à Esquerda da Editora Vozes e a Coleção Estado de Sítio da Boitempo. É autor de uma respeitável obra que associa o rigor da filosofia hegeliana e marxista com análises sociológicas e antropológicas da realidade cultural do Brasil.
A partir dos anos 1990, segundo o filósofo Ruy Fausto, Arantes  envereda por um discurso anti-filosófico e reducionista.
Politicamente ativo, descreve-se como "um intelectual destrutivo". Atacou a intelligentsia brasileira em 2001, com o ensaio "O apagão da era tucana", publicado no suplemento Mais! da Folha de S.Paulo, no qual criticava a adesão dos intelectuais brasileiros ao governo Fernando Henrique Cardoso. Em 2003, num outro artigo, "Beijando a cruz", criticou os adesistas à ortodoxia econômica do governo Lula. Participou da criação do Partido Socialismo e Liberdade (PSOL), apesar de ter declarado que desde 2002 não vota mais para cargo executivo.
É casado com a filósofa Otília Beatriz Fiori Arantes e é pai do arquiteto Pedro Fiori Arantes.

## Publicações
Paulo Arantes é autor de inúmeros  capítulos de livros e artigos. Publicou os seguintes livros:
- 1981 - Hegel: a ordem do tempo
- 1992 - Um ponto cego no projeto moderno de Jürgen Habermas
- 1992 - Sentimento da dialética
- 1994 - Um departamento francês de ultramar
- 1996 - Ressentimento da dialética
- 1996 - O fio da meada
- 1997 - Sentido da formação (com Otília Arantes)
- 1997 - Diccionario de bolso do almanaque philosophico zero à esquerda
- 2000 - Hegel: l'ordre du temps (publicação do original francês de sua tese de doutoramento)
- 2004 - Zero à esquerda
- 2007 - Extinção
- 2014 - O novo tempo do mundo: e outros estudos sobre a era da emergência